# Pays d'Aix TV
Pays d'Aix TV est une chaîne de télévision locale française diffusée sur le Pays d'Aix.

## Historique de la chaîne
Après une première expérience en juillet 2004, Pays d'Aix TV émet à nouveau en hertzien sur Aix-en-Provence depuis début décembre 2005.
Elle n'émet plus depuis juillet 2006, son autorisation temporaire d'émettre étant arrivée à son terme.
La télévision diffuse actuellement sur le canal 200 de SFR Neuf Box, Orange et Free.

## Organisation

### 2004: Création de la chaîne
L'ex-président de la chaîne est Nicolas Caumette, assisté du spécialiste de la communication et réalisateur Patrick Davis. Pays d'Aix TV compte une équipe de six salariés (en majorité à temps partiel).

### 2010: Réorganisation du bureau administratif et relance de la chaîne
Stéphane Salord, adjoint au maire d'Aix-en-Provence de 2001 à 2008, prend la présidence et installe les nouveaux plateaux au sein de son école d'art et de communication visuelle Ipsaa. Patrik Davis, le spécialiste de la communication relance sous le nom de Provence Plus TV.

### 2013: Un nouveau directeur
Patrick Davis prend sa retraite. Virgil Vincent Lam prend la direction de la chaîne, fraîchement sorti de Sciences Po Aix, et journaliste reporter d'images depuis une année au sein de l'équipe éditoriale de Provence Plus TV. La chaîne développe son activité : en plus des reportages journalistiques, elle vend maintenant des prestations vidéo : teaser, publicité, film de conférence, mariage, de spectacle, d'entreprise, clip...

### 2014: Une nouvelle acquisition
Depuis la présidence de Stéphane Salord, la chaîne est un grand partenaire de l'école ESDAC, elle-même présidée par Stéphane Salord. Provence Plus TV réalise toute la communication audiovisuelle de l'ESDAC ; en contrepartie, l'école partage son infrastructure et son matériel : local de stockage, ordinateurs. Depuis que l'ESDAC a racheté l'école préparatoire en journalisme et sciences politiques Synergie, Provence Plus TV profite de l'acquisition de tout un matériel de pointe en journalisme : caméras, appareils photo, enregistreur audio, luminaire...

## Ligne éditoriale
La ligne éditoriale de Pays d'Aix TV de 2004 : « Parler de tout ce qui crée de la valeur en Pays d'Aix. »

## Diffusion Web
La TV diffuse actuellement sur le site http://www.provenceplus.fr/
Et sur les différents réseaux de partage de vidéos : Youtube et Dailymotion.